# Jalalabad (Bijnor)
Jalalabad es  pueblo y nagar Panchayat situado en el distrito de Bijnor en el estado de Uttar Pradesh (India). Su población es de 20360 habitantes (2011). 

## Demografía
Según el  censo de 2011 la población de Jalalabad era de 20360 habitantes, de los cuales 10600 eran hombres y 9760 eran mujeres. Jalalabad tiene una tasa media de alfabetización del 62,59%, inferior a la media estatal del 67,68%: la alfabetización masculina es del 67,47%, y la alfabetización femenina del 57,27%.